# Meulunteren
Meulunteren is een buurtschap in de gemeente Ede ten noordoosten van Lunteren liggend in voornamelijk agrarisch gebied.
Het ligt aan de Meulunterseweg die van Lunteren naar De Valk loopt, ongeveer ter hoogte van de kruising met de Hessenweg aan de voet van de Goudsberg.

## Geschiedenis
Van 1 Mei 1902 tot 15 Mei 1934 had Meulunteren een station gelegen aan de spoorlijn Nijkerk - Ede-Wageningen.

## Bezienswaardigheden
- Rehoboth; Rehoboth is een kerkgebouw uit 1985. Van origine een PKN, echter is dit in 2006 een Hersteld Hervormde Kerk geworden.[2]